# Alcadir
Abu Alabás Amade ibne Ixaque (em árabe: أبو العباس أحمد بن إسحاق; romaniz.: Abu'l-ʿAbbās Aḥmad ibn Isḥāq; 947/8 - 29 de novembro de 1031), mais conhecido por seu nome de reinado Alcadir Bilá (em árabe: القادر بالله; romaniz.: al-Qādir bi'llāh; lit. 'Feito poderoso por Deus'), foi o califa do Califado Abássida em Baguedade de 991 a 1031. Era neto de Almoctadir e foi escolhido no lugar do califa deposto, Altai, seu primo. Seu reinado foi marcado pelo fortalecimento do papel do Califado Abássida como defensor do islamismo sunita contra o xiismo, notadamente através do Manifesto de Baguedade de 1011, e pela codificação, pela primeira vez, de doutrinas e práticas sunitas no Risāla al. -Qādiriyya, pressagiando assim o "Renascimento Sunita" no final do século.

## Vida

### Primeiros anos
Abu Alabás Amade, o futuro Alcadir, nasceu em 28 de setembro de 947 em Baguedade. Seu pai Ixaque era filho do califa Almoctadir (r. 908–932), e sua mãe Dimna era uma escrava concubina. Pouco antes de seu nascimento, em dezembro de 945, Baguedade e o resto do Iraque haviam sido tomados pelos buídas. Embora os buídas fossem pró-xiitas, mantiveram o Califado Abássida por razões de legitimidade. Governaram o Iraque ostensivamente como comandantes-em-chefe do califa (emir de emires), mas na prática reduziram os califas a governantes fantoches, confinados a seus palácios.
Como príncipe abássida, Amade recebeu uma boa educação; é registrado como tendo coletado trabalhos xafeístas sobre jurisprudência (fiqh) de Amade ibne Maomé de Herate. Quando seu pai Ixaque morreu em março de 988, Amade brigou com sua meia-irmã, Amina, sobre a herança. Ela o denunciou a seu primo, o califa Altai (r. 974–991). Para escapar da captura, Amade se escondeu por um tempo, antes de buscar refúgio com o governador dos pântanos de Batia perto de Baçorá, Muadibe Daulá, por cerca de três anos. A partir daí, Amade conspirou contra Altai, enfatizando sua própria lealdade aos buídas, enquanto Altai havia sido instalado por um general turco, Sabuqueteguim.

### Califado
Em 991, o governante buída Baa Daulá depôs Altai, porque este último dava sinais de independência. Em seu lugar, Baa Daulá nomeou Alcadir para o califado em 22 de novembro (19 Ramadã 381 AH). O deposto Altai foi mantido em cativeiro até sua morte doze anos depois. A princípio, o novo califa parecia obediente, aprovando as nomeações de funcionários e apoiando suas políticas. Novos títulos foram conferidos a Baa Daulá, e Alcadir até concordou em se casar com a filha do buída, mas ela morreu pouco antes do casamento acontecer. Vendo-o como um fantoche buída, as dinastias do mundo islâmico oriental atrasaram o reconhecimento, e não foi até 1000 que os samânidas e gasnévidas reconheceram o califado de Alcadir. As únicas ações independentes tomadas durante a primeira década de seu califado foram a construção de uma mesquita na sexta sexta-feira em Baguedade, e a proclamação pública de seu filho Maomé de apenas nove anos como herdeiro aparente, com o título de Algalibe Bilá, em 1001.
Alcadir enfrentou duas tentativas de usurpação durante esse período. Por volta de 998, um certo Abedalá ibne Jafar, um parente próximo do deposto Altai, fingiu ser o califa fugitivo em Guilão e até ganhou o apoio do governante local por um tempo, antes de ser descoberto. Mais ou menos na mesma época, em Transoxiana, outro primo distante, Abedalá ibne Otomão, um descendente do califa do século IX Aluatique, fingiu ser o herdeiro designado de Alcadir e ganhou o apoio do governante local caracânida. A proclamação de seu filho como herdeiro por Alcadir foi uma resposta a esse pretendente. Os caracânidas logo reconheceram a suserania do califa abássida pela primeira vez e abandonaram seu apoio ao pretendente. O pretendente então chegou a Baguedade, onde secretamente reuniu apoio, antes de se mudar novamente para o leste via Baçorá, Cufa e Carmânia. Ele foi finalmente preso pelos gasnévidas por ordem de Alcadir, e morreu em cativeiro.

### Campeão do sunismo
No entanto, quando Baa Daulá mudou sua residência para Xiraz, efetivamente rebaixando Baguedade e Iraque para uma mera província, isso deixou a Alcadir mais espaço para atividades independentes, que usou para fortalecer sua autoridade. Com a saída do governante buída, o califa foi capaz de estabelecer sua própria chancelaria e nomear seus próprios oficiais localmente. Enquanto Baa Daulá havia imposto seus próprios candidatos mesmo como membros da corte califal, Alcadir agora podia recontratar os oficiais de Altai. Alcadir também é registrado como tendo um serviço postal e de informação separado, que pode ter (re)estabelecido. Nesse processo, foi auxiliado pelo amplo apoio popular com o qual podia contar entre a população sunita de Baguedade, o declínio do poder dos buídas e o surgimento de Mamude de Gásni (r. 998–1030) no leste, que foi não apenas um oponente político dos buídas, mas também um defensor da ortodoxia sunita. O reconhecimento de Mamude de sua suserania foi um impulso para Alcadir, e o governante gasnévida regularmente mantinha o califa informado de suas campanhas, solicitando a confirmação do califa para seu governo sobre os países que havia conquistado.
Embora Alcadir não tivesse poder político temporal, conseguiu explorar as oportunidades que lhe foram apresentadas para restaurar grandemente a autoridade moral e religiosa do califado. Já em 1000, escreveu ao cádi de Guilão para exortar a população local a obedecer ao califa. O teste veio em 1003/4, quando Baa Daulá tentou nomear um líder álida, Abu Amade Almuçaui, como o principal cádi em Baguedade. Vendo nisso uma tentativa de impor a jurisprudência duodecimana contra as práticas sunitas, Alcadir se colocou à frente de uma reação popular sunita e resistiu com sucesso à nomeação. A partir deste ponto, o califa colocou-se na vanguarda de uma reação sunita contra os xiitas, tanto a variante imamista como a duodecimana, bem como o ramo ismaelita mantido pelo rival Califado Fatímida. Nesta causa conseguiu restaurar a forma sunita e abássida do cutba em Iamama e Barém. Quando uma violenta controvérsia eclodiu sobre a recensão (muxafe) do Alcorão por Abedalá ibne Maçude, que os sunitas rejeitaram, mas os xiitas apoiaram, Alcadir convocou uma comissão de estudiosos que condenou a recensão em abril de 1006, e ordenou a execução de um partidário xiita que anatematizou aqueles que a queimaram. Foi apenas a intervenção de Baa Daulá que acalmou as coisas e impediu que os distúrbios se espalhassem.

### Ameaça fatímida e o Manifesto de Baguedade
O caso também destacou outra ameaça, a saber, as incursões da propaganda fatímida em Baguedade, onde o nome do califa fatímida, Aláqueme Biamer Alá (r. 996–1021), foi saudado durante os tumultos sobre a recensão de ibne Maçude. Este foi um desenvolvimento que ameaçou tanto os abássidas sunitas quanto os doze buídas, especialmente quando Quiruaxe ibne Almucalade, o emir ucailida da Alta Mesopotâmia, cujo poder se estendia até a vizinhança de Baguedade, reconheceu a suserania do califa fatímida em agosto de 1010. Alcadir respondeu enviando uma embaixada a Baa Daulá que conseguiu fazer com que o governante buída pressionasse o emir ucailida, que logo retornou à fidelidade abássida.
Os emires de Meca também reconheceram a suserania fatímida e, por muitos anos, os peregrinos do Haje do Iraque não puderam visitar a cidade, pois a segurança de sua passagem não podia ser garantida. Alcadir também tentou fazer o emir Abu Alfurute abandonar os fatímidas e retornar à lealdade abássida, mas sem sucesso. Como reação adicional, em novembro de 1011, Alcadir publicou o Manifesto de Baguedade, assinado por estudiosos sunitas e duodecimanos. O documento não apenas condenou a doutrina fatímida como falsa, mas denunciou suas alegações de descendência de Ali como fraudulentas e seus seguidores como inimigos do Islã.

### Risāla al-Qādiriyya
Baa Daulá morreu em 1012 e foi sucedido por seu filho, o Sultão Daulá (r. 1012–1024). A sucessão não fez nada para deter o declínio do poder buída no Iraque, ou a crescente tensão sunita-xiita, mas ofereceu a Alcadir maior liberdade de ação. Em 1017, ele condenou as doutrinas mutazilita e xiita, e ordenou que os juristas da escola hanafita que mostraram tendências mutazilitas fizessem penitência. Pouco depois, em 1018, inspirado pelas ideias hambalita, emitiu um decreto, o Risāla al-Qādiriyya ('Epístola de Alcadir'), que pela primeira vez explicitamente formulou a doutrina sunita. O decreto condenava as doutrinas xiita, mutazilita e até axarita, e afirmava a veneração dos quatro primeiros califas (os "bem-guiados") e dos companheiros de Maomé, como uma obrigação para todos os muçulmanos, contra as crenças xiitas de que os três primeiros califas foram ilegítimos, pois privaram Ali (o quarto califa) de sua herança legítima.

### Relação com os buídas
Em 1021, Sultão Daulá cedeu o governo do Iraque a seu irmão mais novo, Muxarrife Daulá (r. 1021–1025). Chegou a Baguedade em março de 1023 e ordenou que Alcadir fosse até ele. Alcadir obedeceu, mas quando Muxarrife Daulá renovou o juramento de fidelidade dos oficiais militares turcos sem pedir a permissão do califa, Alcadir protestou e, em troca, garantiu uma promessa de fidelidade de Muxarrife Daulá. Quando o último morreu em 1025, o irmão de Muxarrife Daulá, Jalal Daulá (r. 1027–1044) e seu sobrinho, Abu Calijar, entraram em conflito sobre sua herança; o último foi proclamado como emir de emires pelos soldados, e inicialmente reconhecido como tal pelo califa, mas foi derrubado quando as tropas eventualmente desertaram para Jalal Daulá. Jalal Daulá entrou em Baguedade em 1026 e começou a reduzir os poderes do califa, mas seu governo durou pouco, pois mais uma vez as tropas se voltaram contra ele. Alcadir enviou uma delegação para informá-lo de que deveria deixar a capital e o proibiu de retornar por vários anos.

### Anos finais
Durante seus últimos anos, Alcadir reiterou e reforçou suas doutrinas teológicas. Em 1029, três decretos mais uma vez denunciaram o mutazilismo, condenaram a doutrina da criatividade corânica e reafirmaram a posição especial dos califas bem-guiados e a necessidade de "ordenar o bem e proibir o mal". Isso coincidiu com as campanhas de Mamude de Gásni contra os xiitas, os buídas (Rai foi capturado em 1029 e a Carmânia foi atacada dois anos depois), e a expansão gasnévida na Índia. Em 1030, Alcadir nomeou seu filho Abu Jafar, o futuro Alcaim, como seu herdeiro, uma decisão tomada de forma completamente independente dos governantes buídas. Ele morreu após uma doença em 29 de novembro de 1031. Inicialmente foi enterrado no palácio do califa, mas no ano seguinte foi transferido cerimonialmente para Rusafa.

## Legado
Os historiadores geralmente dão uma visão favorável de Alcadir como uma pessoa de boas maneiras e gentil. Saía disfarçado entre as pessoas, dava esmolas aos pobres e frequentava regularmente sessões públicas onde os plebeus podiam expressar suas queixas (maẓālim). Seu reinado foi importante ponto de virada na história do Califado Abássida e do islamismo sunita. Os califas abássidas anteriores simpatizavam com escolas racionalistas como os mutazilitas e se opunham aos estudiosos sunitas tradicionalistas conservadores. Um dos mais notáveis eruditos sunitas, Amade ibne Hambal, fundador da escola Hambalita, foi perseguido pela miḥna semelhante à Inquisição, fundada pelo califa Almamune (r. 813–833). Alcadir, por outro lado, conseguiu reposicionar o califado como campeão do sunismo conservador, especificamente do ramo hambali. Além dos decretos emitidos em seu próprio nome, encomendou obras a teólogos e juristas. O al-Iqna e al-Ahkam al-Sultaniyya de Almauardi, os Muctasares de Alcuduri e Abde Aluabe Almaliqui, bem como uma refutação das doutrinas bāṭinī por Ali ibne Saíde Alistacri, dizem que foram compostas a seu pedido.[18] De acordo com o historiador ibne Alatir do século XII/XIII, sob Alcadir, "o califado recuperou seu prestígio".
Suas atividades, e especialmente a Risāla al-Qādiriyya, foram um momento seminal na história do islamismo sunita. Até então, os sunitas se definiam principalmente em oposição aos xiitas, mas "agora havia um corpo de crença positiva que tinha que ser aceito por qualquer um que se declarasse sunita". Ao mesmo tempo, a condenação das práticas xiitas criou uma nítida distinção entre os dois grupos, o que até então não acontecia. Como disse Hugh Kennedy, "não era mais possível ser simplesmente um muçulmano, ou era sunita ou xiita". Alcadir lançou assim as bases ideológicas para o que foi chamado de "Renascimento Sunita" do século XI, que culminou com a destruição dos buídas pelos turcos seljúcidas, um novo poder da estepe que se via como defensores do sunismo e do califa abássida.